# Play with Me
Play with Me è l'album di debutto della cantante pop norvegese Lene Nystrom, componente femminile del gruppo musicale di successo Aqua.
L'album, pubblicato il 29 settembre 2003 dall'etichetta discografica Polydor, si è rivelato un flop dal punto di vista commerciale, raggiungendo appena la trentesima posizione della classifica danese malgrado il successo del primo singolo, It's Your Duty. È stato estratto come singolo anche il brano Pretty Young Thing.
Il disco contiene anche il brano Here We Go, originariamente interpretato da Miranda Cooper con il nome d'arte di "Moonbaby" e unica pubblicazione discografica all'attivo dell'autrice. La canzone è stata quindi reincisa dalla Nystrom nel 2003 e successivamente anche dal gruppo musicale britannico Girls Aloud, che ne ha realizzato una cover inserita nel loro secondo disco, What Will the Neighbours Say?.
Un'altra canzone, We Wanna Party, è stata ripresa dallo stesso gruppo nel 2008, anno di pubblicazione del disco Out of Control nel quale è inclusa.
La cantante, che in questo disco è accreditata semplicemente come "Lene", ha partecipato alla scrittura di diversi brani. La canzone Scream ha visto la partecipazione, nella stesura del testo, di Søren Rasted, suo marito ed ex compagno degli Aqua.

## Tracce
1. Virgin Superstar – 3:24 (Anders Bagge, Arnthor Birgisson, Karen Poole, Lene, Sebastian Nylund)
2. Pretty Young Thing – 4:24 (Stella Katsoudas, Steve Torch, Walter Turbitt)
3. It's Your Duty – 3:06 (Lucas, Karen Poole, Lene)
4. Play with Me – 3:05 (Per Kalenius, Jens Bjurman, Karen Poole, Lene)
5. Bad Coffee Day – 4:44 (Bagge, Arnthor Birgisson, Karen Poole, Sebastian Nylund, Lene)
6. Here We Go – 3:43 (Miranda Cooper, Brian Higgins, Matt Gray, Lene)
7. Bite You – 3:29 (Per Kalenius, Jen Bjurman, Angela Hunte, Lene)
8. Up in Smoke – 3:38 (Felix Howard, Christian Karlsson, Pontus Winnberg, Henrik Jonback)
9. We Wanna Party – 3:18 (Miranda Cooper, Lisa Cowling, Brian Higgins, Xenomania, Lene)
10. Pants Up – 3:31 (Kandi Burruss)
11. Surprise – 3:01 (Per Kalenius, Jens Bjurman, Ruby Amanfu)
12. Scream – 3:44 (Søren Rasted, Dawn Jones, Lene)

### Edizione giapponese
1. Virgin Superstar – 3:24 (Anders Bagge, Arnthor Birgisson, Karen Poole, Lene, Sebastian Nylund)
2. Pretty Young Thing – 4:24 (Stella Katsoudas, Steve Torch, Walter Turbitt)
3. It's Your Duty – 3:06 (Lucan, Karen Poole, Lene)
4. Play with Me – 3:05 (Per Kalenius, Jens Bjurman, Karen Poole, Lene)
5. Bad Coffee Day – 4:44 (Bagge, Arnthor Birgisson, Karen Poole, Sebastian Nylund, Lene)
6. Here We Go – 3:43 (Miranda Cooper, Brian Higgins, Matt Gray, Lene)
7. Bite You – 3:29 (Per Kalenius, Jen Bjurman, Angela Hunte, Lene)
8. Up in Smoke – 3:38 (Felix Howard, Christian Karlsson, Pontus Winnberg, Henrik Jonback)
9. We Wanna Party – 3:18 (Miranda Cooper, Lisa Cowling, Brian Higgins, Xenomania, Lene)
10. Pants Up – 3:31 (Kandi Burruss)
11. Surprise – 3:01 (Per Kalenius, Jens Bjurman, Ruby Amanfu)
12. Scream – 3:44 (Søren Rasted, Dawn Jones, Lene)
13. Paper Bag – 3:13
14. I'm Doin' It to You – 3:54

## Classifiche
| Classifica | Posizione raggiunta |
| ---------- | ------------------- |
| Danimarca  | 30                  |